# Staurastrum proboscidium
Staurastrum proboscidium  là một loài Song tinh tảo trong họ Desmidiaceae, thuộc chi Staurastrum.